# Могила Мечетная
Могила Мечетная (укр. Могила Мечетна) — возвышенность (по мнению археологов — могильник, состоящий как минимум из шести курганов), которую принято называть горой. Гора Могила Мечетная (367,1 м над уровнем моря) — высшая точка Донецкого кряжа и всей левобережной Украины, расположена в окрестностях города Петровское Луганской области. Донецкий кряж — древняя разрушенная тектоническая структура, к которой приурочены богатые залежи полезных ископаемых, является водоразделом между бассейном Северского Донца и малыми реками, впадающими в Азовское море (Берда, Кальмиус, Грузский Еланчик, Миус) и Дон (Тузлов), а также небольшой частью водораздела бассейнов Днепра и Дона (бассейна Северского Донца как части бассейна Дона).

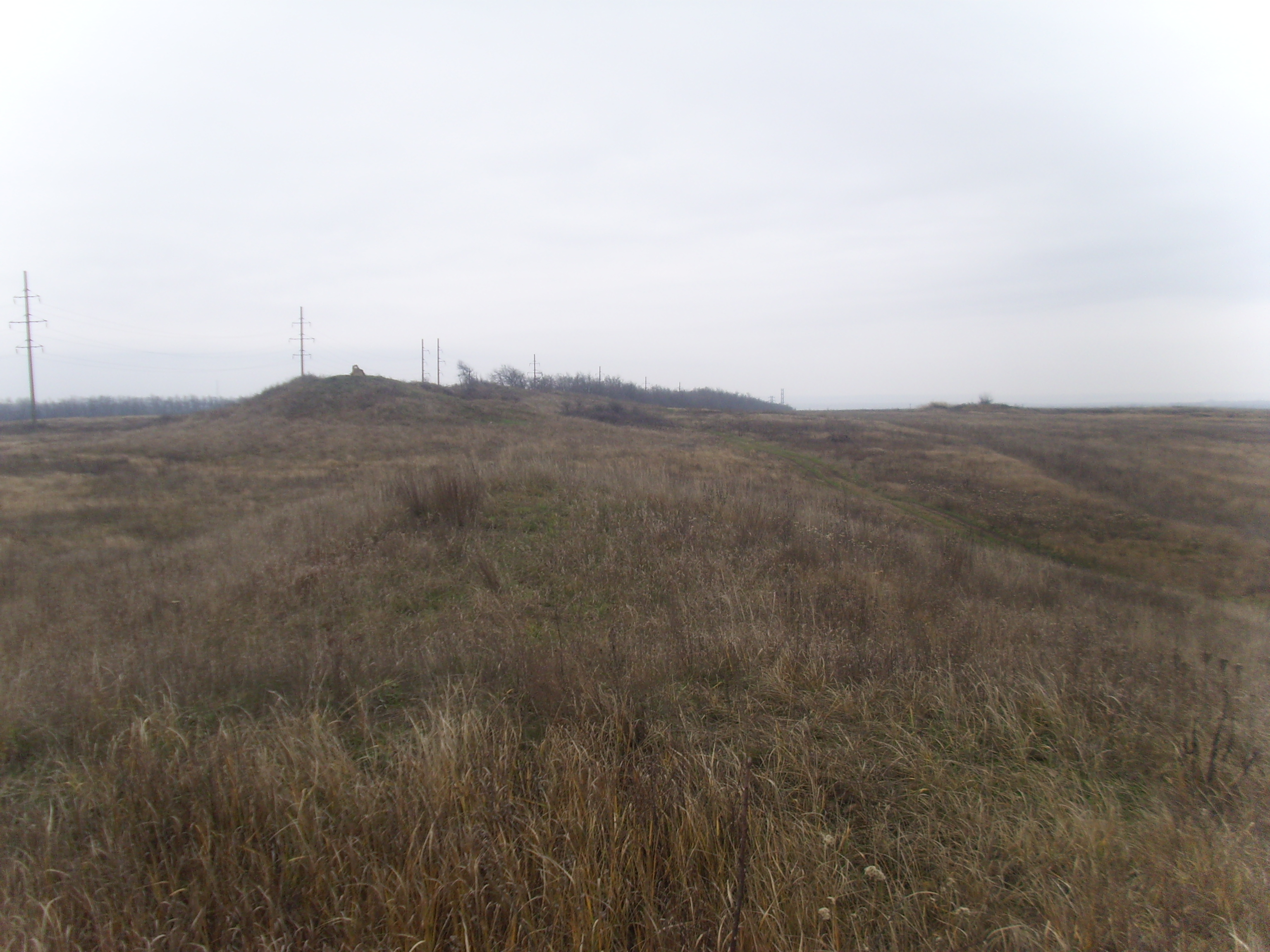
Группа курганов Могила Мечетная

На местности высшая точка Донбасса, как и сама гора Могила Мечетная, на первый взгляд мало примечательна и явно не выделяется из окружаещего рельефа. В наиболее возвышенной части Донецкого кряжа выпадает максимальное в Луганской области среднегодовое количество осадков — 550 мм. Дожди здесь часто выпадают в виде кратковременных ливней, снежный покров глубже и лежит продолжительнее, чем в других районах.
«Перевалом» через гору Могила Мечетная служит автомобильная дорога, связывающая пгт. Ивановку (Антрацитовский район) и город Перевальск. Шоссе проходит через город Петровское (Коммунарское шоссе), в нескольких километрах от которого вы незаметно пересечёте гору Могила Мечетная на высоте 367 метров над уровнем моря.
Могила является памятником истории и культуры и внесена в Государственный реестр недвижимых памятников. Кроме того, она фактически понимается и как памятник ландшафтный, геологический.
Местность вокруг курганов представляет собой высокое водораздельное плато, которое дугой тянется от Красного Луча до Зоринска. Именно на этом плато сосредоточено несколько десятков курганных групп, имеющих абсолютные высоты от 250 до 360 м над уровнем моря.
48°15,78′ с. ш. 38°52,87′ в. д.